# Jedrt
Jedrt je žensko osebno ime.

## Izvor imena
Ime Jedrt je različica ženskega imena Jera.

## Pogostost imena
Po podatkih Statističnega urada Republike Slovenije je bilo na dan 31. decembra 2007 v Sloveniji število ženskih oseb z imenom Jedrt: 7.

## Osebni praznik
Osebe z imenom Jedrt godujejo takrat kot osebe z imenom Jera.

## Zanimivosti
Prekmurska različica osebnega imena Jedrt je Gedrt. Ime prekmurskega naselja Gederovci izhaja iz imena Svete Jedrt/Jere (Sveta Gedrt).